# 阿马杜·图马尼·杜尔
阿馬杜·圖馬尼·杜尔（法語：Amadou Toumani Touré，1948年11月4日—2020年11月10日），馬利政治家，1991年发动军事政变推翻穆萨·特拉奥雷，2002年当选马里总统，2007年连任。
2012年3月22日被政變所推翻。2020年逝世，安葬於巴馬科的Hamdallaye公墓。
| 前任： 阿尔法·奥马尔·科纳雷 | 马里总统 2002年－2012年 | 繼任： 阿馬杜·薩諾戈 民主復興和國家重建全國委員會主席 |